# Herb obwodu połtawskiego

Herb obwodu połtawskiego

Herb obwodu połtawskiego przedstawia na tarczy dzielonej na cztery pola czerwonym (malinowym) rombem, w polu pierwszym błękitnym złoty krzyż kawalerski (kozacki), w polu drugim złotym podkowę, trzecim złotym czerwone serce, a w czwartym błękitnym snop pszenicy.
Romb podzielony jest na dwie połowy srebrno-błękitną falą. W polu górnym pomiędzy złotymi gwiazdami napięty złoty łuk ze strzałą. W polu dolnym też pomiędzy gwiazdami złota brama miejska z trzema basztami na których flagi.
Herb przyjęty został 30 stycznia 1998 roku.
Napięty łuk nawiązuje do herbu Połtawy i Pyriatyna. Brama miejska do herbu miasta Łochwica.
Krzyż kozacki nawiązuje do tradycji kozackich oraz herbów miast Mirhorod i Seńków (Zinkow) Podkowa, symbol szczęścia i dobra, występuje na wielu ukraińskich herbach. Serce nawiązuje do herbu hetmana kozackiego Pawła Połubotoka i Wasyla  Koczubeja, a także jako symbol Połtawszczyzny – serce Ukrainy. Snop symbolizuje bogactwo przyrody i urodzajną ziemię, mieszkańców, tradycje narodowe.
Herb w wersji wielkiej – tarcza obramowana jest gałęziami kaliny przewiązanej wstęgą w barwach flagi ukraińskiej. Nad tarczą znajduje się korona murowa o pięciu basztach, a nad nią napis "Połtawszczyzna".